# Mîkîtîci, Dubno
Mîkîtîci (în ucraineană Микитичі) este un sat în comuna Ptîcea din raionul Dubno, regiunea Rivne, Ucraina.

## Demografie
Componența lingvistică a localității Mîkîtîci
     Ucraineană (99,47%)
     Alte limbi (0,53%)
Conform recensământului din 2001, majoritatea populației localității Mîkîtîci era vorbitoare de ucraineană (99,47%), existând în minoritate și vorbitori de alte limbi.